# Jeremie Frimpong
Jeremie Agyekum Frimpong (Amsterdam, 10 dicembre 2000) è un calciatore olandese, difensore del Liverpool e della nazionale olandese.

## Caratteristiche tecniche
Nato in Olanda da genitori di origine ghanese, è un terzino destro di spinta, molto veloce e dotato di una buona progressione palla al piede. Può essere schierato anche nella fascia opposta o sulla linea dei centrocampisti.

## Carriera

### Club
All'età di nove anni, è entrato a far parte dell'Academy del Manchester City, dove ha scalato le varie categorie fino ad arrivare in Under-20 nel 2018.
Il 2 settembre 2019, è stato acquistato dal Celtic, con cui ha firmato un contratto della durata di quattro anni. Inserito subito in prima squadra, ha esordito fra i professionisti il 25 settembre seguente, giocando da titolare l'incontro di coppa di lega vinto 5-0 contro il Partick Thistle. Il 27 ottobre seguente, è andato in gol per la prima volta, segnando la rete del raddoppio nel match di Scottish Premiership vinto 4-0 contro l'Aberdeen.
Il 27 gennaio 2021, viene acquistato a titolo definitivo dal Bayer Leverkusen, con cui firma un contratto di quattro anni e mezzo.
Dopo quattro stagioni e mezzo in Germania, condite con la vittoria di una Bundesliga, di una Coppa di Germania e di una Supercoppa di Germania, si trasferisce agli inglesi del Liverpool, con cui un contratto pluriennale con inizio da giugno 2025, per un cifra vicina ai trenta milioni di euro.

### Nazionale
Dopo avere rappresentato diverse selezioni giovanili olandesi, il 4 marzo 2022, Frimpong è stato convocato per la prima volta con la nazionale maggiore dei Paesi Bassi, senza però trovare l'esordio.
Nel novembre seguente, è stato inserito nella rosa olandese partecipante ai Mondiali di calcio in Qatar, senza tuttavia mai scendere in campo. Il 13 ottobre 2023 debutta con la massima selezione olandese nella sconfitta interna contro la Francia (1-2). Il 6 giugno 2024 realizza il suo primo gol contro il Canada (4-0).

## Statistiche

### Presenze e reti nei club
Statistiche aggiornate al 15 agosto 2025.
| Stagione                | Squadra                 | Campionato              | Campionato | Campionato | Coppe nazionali | Coppe nazionali | Coppe nazionali | Coppe continentali | Coppe continentali | Coppe continentali | Altre coppe | Altre coppe | Altre coppe | Totale | Totale | Totale |
| Stagione                | Squadra                 | Comp                    | Pres       | Reti       | Comp            | Pres            | Reti            | Comp               | Pres               | Reti               | Comp        | Pres        | Reti        | Pres   | Reti   |        |
| ----------------------- | ----------------------- | ----------------------- | ---------- | ---------- | --------------- | --------------- | --------------- | ------------------ | ------------------ | ------------------ | ----------- | ----------- | ----------- | ------ | ------ | ------ |
| 2019-2020               | Celtic                  | PL                      | 14         | 2          | CS+CdL          | 3+3             | 0               | UEL                | 1                  | 0                  | -           | -           | -           | 19     | 2      |        |
| 2020-gen. 2021          | Celtic                  | PL                      | 22         | 1          | CS+CdL          | 0               | 0               | UCL+UEL            | 1+7                | 0                  | -           | -           | -           | 30     | 1      |        |
| Totale Celtic           | Totale Celtic           | Totale Celtic           | 36         | 3          |                 | 4               | 0               |                    | 9                  | 0                  |             | -           | -           | 49     | 3      |        |
| gen.-giu. 2021          | Bayer Leverkusen        | BL                      | 10         | 0          | CG              | 1               | 0               | UEL                | 2                  | 0                  | -           | -           | -           | 13     | 0      |        |
| 2021-2022               | Bayer Leverkusen        | BL                      | 25         | 1          | CG              | 2               | 1               | UEL                | 7                  | 0                  | -           | -           | -           | 34     | 2      |        |
| 2022-2023               | Bayer Leverkusen        | BL                      | 34         | 8          | CG              | 1               | 0               | UCL+UEL            | 5+8                | 0+1                | -           | -           | -           | 48     | 9      |        |
| 2023-2024               | Bayer Leverkusen        | BL                      | 31         | 9          | CG              | 6               | 2               | UEL                | 10                 | 3                  | -           | -           | -           | 47     | 14     |        |
| 2024-2025               | Bayer Leverkusen        | BL                      | 33         | 5          | CG              | 2               | 0               | UCL                | 6                  | 0                  | SG          | 1           | 0           | 42     | 5      |        |
| Totale Bayer Leverkusen | Totale Bayer Leverkusen | Totale Bayer Leverkusen | 133        | 23         |                 | 12              | 3               |                    | 38                 | 4                  |             | 1           | 0           | 184    | 30     |        |
| 2025-2026               | Liverpool               | PL                      | 1          | 0          | FACup+CdL       | -               | -               | UCL                | -                  | -                  | CS          | 1           | 1           | 2      | 1      |        |
| Totale carriera         | Totale carriera         | Totale carriera         | 170        | 26         |                 | 18              | 3               |                    | 47                 | 4                  |             | 2           | 1           | 235    | 34     |        |

### Cronologia presenze e reti in nazionale
| Cronologia completa delle presenze e delle reti in nazionale ― Paesi Bassi | Cronologia completa delle presenze e delle reti in nazionale ― Paesi Bassi | Cronologia completa delle presenze e delle reti in nazionale ― Paesi Bassi | Cronologia completa delle presenze e delle reti in nazionale ― Paesi Bassi | Cronologia completa delle presenze e delle reti in nazionale ― Paesi Bassi | Cronologia completa delle presenze e delle reti in nazionale ― Paesi Bassi | Cronologia completa delle presenze e delle reti in nazionale ― Paesi Bassi | Cronologia completa delle presenze e delle reti in nazionale ― Paesi Bassi |
| Data                                                                       | Città                                                                      | In casa                                                                    | Risultato                                                                  | Ospiti                                                                     | Competizione                                                               | Reti                                                                       | Note                                                                       |
| -------------------------------------------------------------------------- | -------------------------------------------------------------------------- | -------------------------------------------------------------------------- | -------------------------------------------------------------------------- | -------------------------------------------------------------------------- | -------------------------------------------------------------------------- | -------------------------------------------------------------------------- | -------------------------------------------------------------------------- |
| 13-10-2023                                                                 | Eindhoven                                                                  | Paesi Bassi                                                                | 1 – 2                                                                      | Francia                                                                    | Qual. Euro 2024                                                            | -                                                                          | 62’                                                                        |
| 22-3-2024                                                                  | Amsterdam                                                                  | Paesi Bassi                                                                | 4 – 0                                                                      | Scozia                                                                     | Amichevole                                                                 | -                                                                          | 62’                                                                        |
| 6-6-2024                                                                   | Rotterdam                                                                  | Paesi Bassi                                                                | 4 – 0                                                                      | Canada                                                                     | Amichevole                                                                 | 1                                                                          | 62’                                                                        |
| 10-6-2024                                                                  | Rotterdam                                                                  | Paesi Bassi                                                                | 4 – 0                                                                      | Islanda                                                                    | Amichevole                                                                 | -                                                                          | 76’                                                                        |
| 16-6-2024                                                                  | Amburgo                                                                    | Polonia                                                                    | 1 – 2                                                                      | Paesi Bassi                                                                | Euro 2024 - 1º turno                                                       | -                                                                          | 81’                                                                        |
| 21-6-2024                                                                  | Lipsia                                                                     | Paesi Bassi                                                                | 0 – 0                                                                      | Francia                                                                    | Euro 2024 - 1º turno                                                       | -                                                                          | 73’                                                                        |
| 6-7-2024                                                                   | Berlino                                                                    | Paesi Bassi                                                                | 2 – 1                                                                      | Turchia                                                                    | Euro 2024 - Quarti di finale                                               | -                                                                          | 87’                                                                        |
| 14-10-2024                                                                 | Monaco di Baviera                                                          | Germania                                                                   | 1 – 0                                                                      | Paesi Bassi                                                                | UEFA Nations League 2024-2025 - 1º turno                                   | -                                                                          | 65’                                                                        |
| 16-11-2024                                                                 | Amsterdam                                                                  | Paesi Bassi                                                                | 4 – 0                                                                      | Ungheria                                                                   | UEFA Nations League 2024-2025 - 1º turno                                   | -                                                                          | 86’                                                                        |
| 19-11-2024                                                                 | Zenica                                                                     | Bosnia ed Erzegovina                                                       | 1 – 1                                                                      | Paesi Bassi                                                                | UEFA Nations League 2024-2025 - 1º turno                                   | -                                                                          | 66’                                                                        |
| 20-3-2025                                                                  | Rotterdam                                                                  | Paesi Bassi                                                                | 2 – 2                                                                      | Spagna                                                                     | UEFA Nations League 2024-2025 - Quarti di finale                           | -                                                                          |                                                                            |
| 23-3-2025                                                                  | Valencia                                                                   | Spagna                                                                     | 3 – 3 dts (5 – 4 dtr)                                                      | Paesi Bassi                                                                | UEFA Nations League 2024-2025 - Quarti di finale                           | -                                                                          |                                                                            |
| 7-6-2025                                                                   | Helsinki                                                                   | Finlandia                                                                  | 0 – 2                                                                      | Paesi Bassi                                                                | Qual. Mondiali 2026                                                        | -                                                                          |                                                                            |
| Totale                                                                     |                                                                            | Presenze                                                                   | 13                                                                         |                                                                            | Reti                                                                       | 1                                                                          |                                                                            |

## Palmarès

### Club
- Campionato scozzese: 1

Celtic: 2019-2020
- Coppa di Lega scozzese: 1

Celtic: 2019-2020
- Coppa di Scozia: 1

Celtic: 2019-2020
- Campionato tedesco: 1

Bayer Leverkusen: 2023-2024
- Coppa di Germania: 1

Bayer Leverkusen: 2023-2024
- Supercoppa di Germania: 1

Bayer Leverkusen: 2024

### Individuale
- Squadra della stagione della UEFA Europa League: 1

2023-2024